# 빨간 선생님
《빨간 선생님》은 2016년 9월 25일에 방영한 《KBS 드라마 스페셜 2016》 시리즈 중 첫 번째 작품이다. 2015 KBS 극본공모 당선작이다.

## 줄거리
“소녀들이여, 금지된 것을 욕망하라!”
1985년 경상도에 있는 한 여자고등학교에 꼬장꼬장하고 학생들 모두가 싫어하는 노총각 선생님이 있다. 이름 하여 김.태.남 아니 ‘변태’ 남. 한창 성적 호기심에 들떠 있는 여학생들에게 태남은 고루하고 변태 같은 선생의 상징이요, 교감의 신임을 등에 업고 자신들을 억압하는 악마다. 하지만 실상은 연애 한 번 제대로 못해보고 기껏해야 학생들에게 큰소리치는 게 다인 태남이다.
어느 날 태남은 동네 서점에서 빨간 표지의 야한 금서, 소위 ‘빨간책 1권’을 발견하게 된다. 그리고 그 금서는 마침내 여고에도 퍼지게 되는데, ‘다음에 계속’이라는 말을 남긴 채 딱 끝나버린다. 그리고 모두가 1권 이후의 내용을 궁금해 하지만, ‘빨간책 2’의 행방은 묘연하기만 하다.
궁금해 하는 친구들을 위해 순덕은 2권의 내용을 직접 쓰기로 결심하고, 태남은 자신도 궁금한 나머지 이를 묵인한다.

## 등장 인물

### 주요 인물
- 이동휘 : 김태남(32세) 역

학생주임이자 수학교사. 학생들에게 큰소리를 치며 교감의 신임을 받고 있지만, 실상은 연애 한 번 제대로 못해 본 소위 젊은 ‘꼰대’다.
- 정소민 : 장순덕(18세) 역

전교 1등. 반골기질이 다분하다. 하고 싶은 말은 죽어도 다하고, 못하는 말이 없어 못하게 하면 더한다. ‘빨간책 2권’의 행방이 묘연하자 직접 뒷내용을 쓰면서 이전에 느껴보지 못했던 묘한 기분에 사로잡힌다.

### 주변 인물
- 이채은 : 박주영(20대 초중반) 역

신임 음악교사. 엄격함보다는 친밀함, 통제보다는 자유로운 교육환경 속에서 아이들을 가르치고 싶어 한다. 그 때문에 교감의 눈 밖에 난다.
- 조영진 : 교감(50대 중반) 역

교감. 통제와 감시 속에 아이들을 가둬두고자 한다.
- 전수지 : 채부인(30대 초중반) 역

소설 속 주인공.
- 이재균 : 김장교(20대 중반) 역

소설 속 주인공.
- 이민영 : 미자(18세) 역

순덕의 절친한 친구로, 먹을 것 좋아하고 억울한 것 많은 가난한 집의 딸이다.
- 박세완 : 숙희(18세) 역

순덕의 절친한 친구로, 예쁘장하고 꾸미는 것 좋아하는 좀 사는 집의 딸이다.
- 이유준 : 서용수 역

태남의 친구, 순경. 푸근한 인상으로 사람은 좋아 보이지만 태남과 같은 노총각이다.

### 그 외 인물
- 김미수
- 김남진
- 신재훈
- 주성환
- 남미정
- 박소정
- 김종호
- 김민석
- 진모
- 이수연
- 이명한
- 노기용
- 문지홍
- 전성일
- 이현준
- 손병규
- 김범성

### 특별출연
- 박훈 : 안기부 요원 역

금서 단속을 위해 서울에서 파견 나온 안기부 요원

### 음성 출연
- 이광용 (KBS 아나운서)

## 시청률
- 전국 시청률 : 2.4%[1]

## OST
- 에이프릴 세컨드 - 〈그리워하네〉

## 수상
- 2016년 KBS 연기대상 연작·단막극상 - 이동휘
- 2017년 서울 드라마 어워즈 단편 우수 작품상